# Sojoez 38
Sojoez 38 (ook: 11977) was een Russische bemande ruimtevlucht uit 1980. Deze zevende Interkosmosmissie vloog naar ruimtestation Saljoet 6. Voor de eerste keer vertoefde een Cubaan in de ruimte.

## Interkosmos
Nadat eind 1976 de Sovjet-Unie wereldkundig maakte, dat bevriende naties een eigen kosmonaut af mochten vaardigen, nam hun training al snel een aanvang. De volgorde waarin landen aan de beurt kwamen, bepaalde men aan de hand van de positie van hun beginletter in het Russisch alfabet. De gastkosmonauten vlogen onder een Russische gezagvoerder naar een ruimtestation voor een kort verblijf van ongeveer een week. Met deze vlucht maakte Cuba zijn opwachting. 

## Bemanning
De bemanning werd gevormd door kolonel en gezagvoerder Joeri Romanenko en de Cubaanse onderzoeker Arnaldo Tamayo Méndez. Romanenko maakte zijn tweede vlucht en was tijdens zijn eerste missie zelf stationscommandant van Saljoet 6. De Cubaan onderging zijn ruimtedoop. Tijdens de Koude Oorlog had propaganda een belangrijk aandeel. De Sovjetmedia omschreven hem als de eerste Cubaanse en Latijns-Amerikaanse kosmonaut, ook betitelden ze hem als de eerste kosmonaut van het westelijk halfrond en de eerste uit een niet-gebonden land. Deze capsule had een gewicht van 6570 kg.

## Verloop van de vlucht

### Lancering en koppeling
Sojoez 38 werd gelanceerd op 18 september 1980 met een Sojoez draagraket vanaf Tjoeratam op Bajkonoer. De capsule kwam in een baan met een apogeum van 273 km, een perigeum van 199 km en een omlooptijd van 88,9 minuten. De inclinatie bedroeg 51,61° bij een excentriciteit van 0,00559. Een dag later heette de stationsbemanning, bestaande uit Leonid Popov en Valeri Rjoemin, hen welkom bij het achterste koppelingsluik. Ten tijde van aankoppelen bevond Saljoet 6 zich in volslagen duisternis; Popov en Rjoemin konden slechts de boordlichten en het ontbranden van de hoofdmotor van Sojoez 38 waarnemen. 

### Wetenschappelijke experimenten
De bemanning spoorde delfstoffen op Cubaans grondgebied op en verrichtte met "Support", "Cortex" (EEG), en "Anthropometry"  biomedisch onderzoek. Vijftien experimenten waren gezamenlijk door Sovjetgeleerden en Cubaanse wetenschappers voorbereid; daarnaast ging men verder met onderzoek dat andere Interkosmos-kosmonauten opstartten. In totaal deed men twintig proeven, waarvan de helft praktische betekenis had voor de Cubaanse economie, zoals Wilfredo Torres Yribar, de toenmalige President van de Cubaanse Academie der Wetenschappen, verklaarde. De biomedische onderzoeken besloegen functioneren van ogen, hersenen en bloedsomloop in de ruimte en andere geestelijke en lichamelijke aanpassingen aan gewichtloosheid. Tamayo Méndez droeg tijdens "Support" een speciaal ontworpen schoen om na te gaan, of bepaalde ondersteuning van de voet invloed had op de aanpassing aan gewichtloosheid.
Bovendien bekeek men de intercellulaire processen van snelgroeiend gist tijdens de "Multiplikator" en "Hateuy" experimenten. Een holografisch experiment bleef aan de grond, omdat het niet op tijd gereed was voor deze vlucht; Sojoez T-3 bracht dit later alsnog over. Verder verrichtte men waarnemingen van de zon en onderwierp plantengroei in de ruimte aan een nadere blik.
Men deed kristallisatieproeven met sacharose in gewichtloosheid. De "Kristallograph" uitrusting bood de bemanning gelegenheid tijdens de sacharose-kristallisatieproeven de processen in de oven te volgen en daar foto's van te nemen. Dit was mogelijk, omdat deze experimenten geen hoge temperatuur vereisten. Deze proeven leverden de eerste monokristallen van organische materie in de ruimte op.

## Terugkeer
Sojoez 38 maakte zich op 26 september van Saljoet 6 los en keerde nog dezelfde dag naar de Aarde terug. In tegenstelling tot andere bemanningen gebruikten zij hun eigen vaartuig; normaliter verliet de oudste capsule als eerste het station. In dit geval was dat onnodig, omdat Popov en Rjoemin zelf spoedig huiswaarts keerden. Romanenko en Tamayo Méndez landden op 175 ten zuidoosten van Jezqazğan. Ze cirkelden 124 maal om de Aarde en verbleven 7 dagen, 20 uur en 43 minuten in de ruimte. Voor de Cubaan bleef het bij deze vlucht, Romanenko ging hierna nogmaals omhoog.
1 ·
2 ·
3 ·
4 ·
5 ·
6 ·
7 ·
8 ·
9 ·
10 ·
11 ·
12 ·
13 ·
14 ·
15 ·
16 ·
17 ·
18A ·
18 ·
19 ·
20 ·
21 ·
22 ·
23 ·
24 ·
25 ·
26 ·
27 ·
28 ·
29 ·
30 ·
31 ·
32 ·
33 ·
34 · 
35 ·
36 ·
37 ·
38 ·
39 ·
40

T-1 ·  
T-2 ·
T-3 ·
T-4 ·
T-5 · 
T-6 ·
T-7 · 
T-8 ·
T-9 · 
T-10-1 ·
T-10 · 
T-11 ·
T-12 · 
T-13 ·
T-14 · 
T-15